# Constantin von Mitschke-Collande

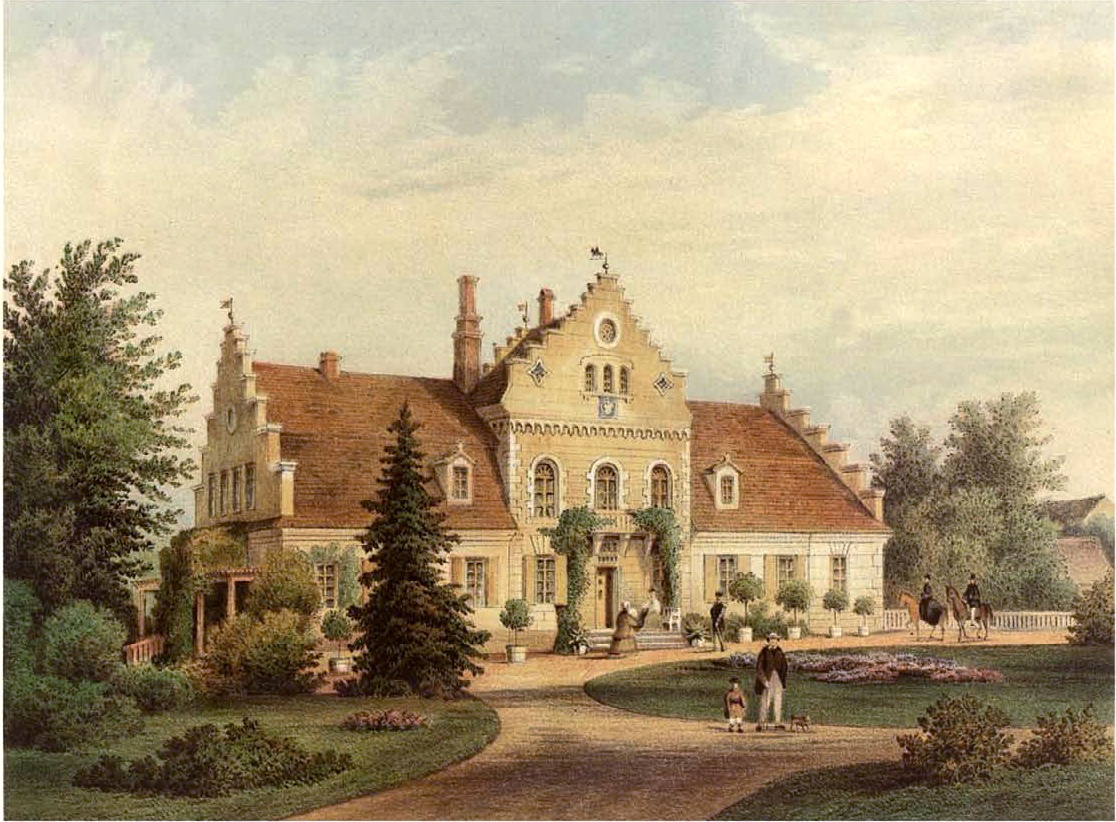
Rodinné sídlo na Gut Kollande, zemský okres Militsch, Pruské Slezsko, 1860, sbírka Alexandra Dunckera

Constantin von Mitschke-Collande (19. září 1884 – 12. dubna 1956) byl německý malíř portrétů a figur, grafik, dřevorytec a litograf. Je potomkem slezského šlechtického rodu Mitschke-Collande. V roce 1937 byla jeho díla spolu s mnoha dalšími vystavena na výstavě Entartete Kunst v Mnichově.

## Životopis
Mitschke-Collande nejprve studoval architekturu v Mnichově a zároveň navštěvoval soukromou malířskou školu Heinricha Knirra. V roce 1907 studoval na Drážďanské akademii s Robertem Sterlem, Raphaelem Wehleem, Richardem Müllerem, Osmarem Schindlerem a Oskarem Zwintscherem. Cesta do Říma a Florencie v něm zanechala trvalé dojmy z italské renesance a baroka. Poté, co studoval v Drážďanech, nějakou dobu pracoval v Paříži s Maurice Denisem a Fernandem Légerem a přišel do kontaktu s kubismem.
Po skončení první světové války byl jedním ze zakladatelů Drážďanské secesní skupiny 1919 společně s Ottou Dixem a Oskarem Kokoschkou. V době národního socialismu, jeho obrazy byly hanobeny jako “degenerované” a odsouzeny v roce 1937 na nacistické výstavě Zvrhlé umění. Celkem 13 jeho prací bylo zabaveno.
Při zničení Drážďan přišel o velkou část své práce. V roce 1945, po skončení druhé světové války, se přestěhoval do Rothenburgu ob der Tauber a připojil se k rothenburskému uměleckému spolku. V roce 1952 se přestěhoval do Norimberku.

## Rodina
Pocházel ze slezské šlechtické rodiny a byl synem královského pruského rytmistra Eugena Mitschke-Collande (1844–1903) a jeho manželky Marie von Aulock (1857–1933).
Mitschke-Collande se poprvé oženil 23. března 1913 v Drážďanech a vzal si Hildu Wiecke (* 25. února 1892 ve Výmaru, † 27. února 1984 v Hamburku), dceru herce a drážďanského divadelního režiséra Paula Wieckeho a Alwiny Hengst. Toto manželství bylo rozvedeno 25. dubna 1940 v Drážďanech.
Podruhé se oženil 17. května 1940 v Drážďanech a vzal si Hildegardu Hübner (* 1. července 1906 v Berlíně-Schönebergu, † 17. února 1992 v Mnichově), dceru pojišťovacího agenta Huga Hübnera a Clary Sagittarius.
Z prvního manželství vzešli herci Volker von Collande (1913–1990) a Gisela von Collande (1915–1960). Herečka a spisovatelka Nora von Collande (* 1958) je jeho vnučka.